# Badminton-Europameisterschaft 2002
Die 18. Badminton-Europameisterschaften fanden im Baltiska Hallen in Malmö, Schweden, zwischen dem 13. und 20. April 2002 statt. Sie wurden von der European Badminton Union und dem Svenska Badmintonförbundet ausgerichtet.

## Medaillengewinner
| Disziplin    | Gold                                 | Silber                            | Bronze                         |
| ------------ | ------------------------------------ | --------------------------------- | ------------------------------ |
| Herreneinzel | Peter Rasmussen                      | Kenneth Jonassen                  | Rasmus Wengberg                |
| Herreneinzel | Peter Rasmussen                      | Kenneth Jonassen                  | Anders Boesen                  |
| Dameneinzel  | Yao Jie                              | Mia Audina                        | Camilla Martin                 |
| Dameneinzel  | Yao Jie                              | Mia Audina                        | Brenda Beenhakker              |
| Herrendoppel | Jens Eriksen Martin Lundgaard Hansen | Anthony Clark Nathan Robertson    | Lars Paaske Jonas Rasmussen    |
| Herrendoppel | Jens Eriksen Martin Lundgaard Hansen | Anthony Clark Nathan Robertson    | Michał Łogosz Robert Mateusiak |
| Damendoppel  | Jane F. Bramsen Ann-Lou Jørgensen    | Pernille Harder Mette Schjoldager | Nicole Grether Nicol Pitro     |
| Damendoppel  | Jane F. Bramsen Ann-Lou Jørgensen    | Pernille Harder Mette Schjoldager | Ella Miles Sara Sankey         |
| Mixed        | Jens Eriksen Mette Schjoldager       | Nathan Robertson Gail Emms        | Chris Bruil Lotte Bruil        |
| Mixed        | Jens Eriksen Mette Schjoldager       | Nathan Robertson Gail Emms        | Michael Søgaard Rikke Olsen    |
| Teams        | Dänemark                             | England                           | Niederlande                    |

## Herreneinzel
- Kenneth Jonassen –  Paulo von Scala: 7-0 / 7-0 / 7-0
- Ville Kinnunen –  Graham Simpson: 7-0 / 7-2 / 7-2
- Stanislav Pukhov  –  Jim Ronny Andersen: 1-7 / 7-3 / 7-1
- Martin Hagberg –  Denis Peshehonov: 6-8 / 7-2 / 7-5
- Björn Joppien –  Bertrand Gallet: 8-7 / 7-5 / 7-5
- Sergey Yakovlev –  Georgi Petrov: 7-1 / 2-7 / 2-7
- Mark Constable –  Vedran Ciganović: 7-1 / 7-1 / 7-1
- Hayk Misakyan –  Kristóf Horváth: 5-7 / 4-7 / 8-6
- Richard Vaughan –  Nikolaj Nikolaenko: 7-1 / 8-6 / 7-1
- Andrei Malioutin –  Martin Herout: 7-3 / 7-2 / 7-0
- Antti Viitikko –  Conrad Hückstädt: 8-7 / 7-6 / 7-0
- Dmitry Miznikov –  Jean-Michel Lefort: 7-1 / 7-0 / 8-7
- Dicky Palyama –  Boris Kessov: 7-2 / 7-5 / 7-2
- Sergio Llopis –  Fernando Silva: 4-7 / 7-4 / 7-3
- Rasmus Wengberg –  Jacek Niedźwiedzki: 7-2 / 7-0 / 7-2
- Aamir Ghaffar –  Jürgen Koch: 7-5 / 7-3 / 7-2
- Niels Christian Kaldau –  Graeme Smith: 7-2 / 7-4 / 7-1
- Jens Roch –  Kasperi Salo: 7-5 / 7-2 / 5-7
- Aivaras Kvedarauskas –  Tryggvi Nielsen: 7-5 / 7-5 / 7-4
- Przemysław Wacha –  Gerben Bruijstens: 7-1 / 7-4 / 7-2
- Jan Fröhlich –  Ciaran Darcy: 1-7 / 7-6 / 6-8
- Per-Henrik Croona –  José Antonio Crespo: 7-1 / 7-1 / 7-0
- Marco Vasconcelos –  Andrej Pohar: 4-7 / 7-0 / 7-0
- Peter Rasmussen –  Colin Haughton: 7-3 / 7-3 / 7-2
- Daniel Eriksson –  Nabil Lasmari: 7-2 / 3-7 / 7-5
- Irwansyah –  Arturo Ruiz: 7-3 / 7-1 / 7-0
- Christian Unternährer –  Alistair Casey: 5-7 / 7-1 / 3-7
- Vladislav Druzchenko –  Konstantin Dobrev: 7-4 / 7-5 / 7-3
- Heiki Sorge –  Georgiy Izotov: 7-5 / 7-5 / 3-7
- Oliver Pongratz –  Jyri Aalto: 7-8 / 7-2 / 7-1
- Andrew South –  Ruud Kuijten: 7-5 / 2-7 / 5-7
- Anders Boesen –  Ceyhun Məmmədəliyev: w.o.
- Kenneth Jonassen –  Ville Kinnunen: 7-2 / 7-5 / 7-1
- Stanislav Pukhov  –  Martin Hagberg: 2-7 / 7-3 / 7-3
- Björn Joppien –  Sergey Yakovlev: 7-3 / 7-2 / 7-2
- Mark Constable –  Hayk Misakyan: 7-0 / 7-1 / 7-3
- Richard Vaughan –  Andrei Malioutin: 7-3 / 7-0 / 7-1
- Antti Viitikko –  Dmitry Miznikov: 1-7 / 7-4 / 7-3
- Dicky Palyama –  Sergio Llopis: 5-7 / 7-4 / 7-4
- Rasmus Wengberg –  Aamir Ghaffar: 7-3 / 7-8 / 4-7
- Niels Christian Kaldau –  Jens Roch: 5-7 / 7-4 / 5-7
- Przemysław Wacha –  Aivaras Kvedarauskas: 7-3 / 7-1 / 8-6
- Per-Henrik Croona –  Jan Fröhlich: 5-7 / 7-1 / 7-3
- Peter Rasmussen –  Marco Vasconcelos: 7-2 / 7-4 / 7-5
- Irwansyah –  Daniel Eriksson: 8-6 / 7-0 / 7-5
- Vladislav Druzchenko –  Christian Unternährer: 7-3 / 7-1 / 7-2
- Oliver Pongratz –  Heiki Sorge: 7-2 / 7-3 / 7-1
- Anders Boesen –  Andrew South: 7-4 / 7-4 / 7-0
- Kenneth Jonassen –  Stanislav Pukhov : 7-3 / 7-5 / 7-3
- Björn Joppien –  Mark Constable: 7-0 / 7-5 / 7-5
- Richard Vaughan –  Antti Viitikko: 7-4 / 7-0 / 7-4
- Rasmus Wengberg –  Dicky Palyama: 7-1 / 7-4 / 7-0
- Przemysław Wacha –  Niels Christian Kaldau: 8-6 / 7-4 / 1-7
- Peter Rasmussen –  Per-Henrik Croona: 7-5 / 7-2 / 7-3
- Irwansyah –  Vladislav Druzchenko: 8-7 / 7-3 / 0-7
- Anders Boesen –  Oliver Pongratz: 7-1 / 7-1 / 7-5
- Kenneth Jonassen –  Björn Joppien: 2-7 / 2-7 / 7-3
- Rasmus Wengberg –  Richard Vaughan: 7-5 / 1-7 / 8-6
- Peter Rasmussen –  Przemysław Wacha: 2-7 / 7-5 / 7-8
- Anders Boesen –  Irwansyah: 1-7 / 4-7 / 7-4
- Kenneth Jonassen –  Rasmus Wengberg: 7-1 / 8-7 / 7-4
- Peter Rasmussen –  Anders Boesen: 5-7 / 7-5 / 5-7
- Peter Rasmussen –  Kenneth Jonassen: 0-7 / 7-5 / 3-7

## Dameneinzel
- Susan Egelstaff –  Kati Tolmoff: 7-1 / 7-3 / 5-7
- Karina de Wit –  Nina Weckström: 7-5 / 7-0 / 7-2
- Katja Wengberg –  Elizabeth Cann: 7-2 / 1-7 / 8-6
- Elena Nozdran –  Diana Dimova: 7-2 / 7-1 / 7-0
- Anastasia Russkikh –  Kamila Augustyn: 7-5 / 7-1 / 7-3
- Katja Michalowsky –  Nathalie Descamps: 7-5 / 7-0 / 7-3
- Dolores Marco –  Erika Milikauskaitė: 7-3 / 7-4 / 7-0
- Yao Jie –  Neli Boteva: 7-0 / 7-0 / 7-0
- Elena Shimko –  Krisztina Ádám: 7-2 / 7-5 / 5-7
- Sara Persson –  Lucía Tavera: 7-3 / 7-0 / 7-3
- Nicole Grether –  Larisa Griga: 7-4 / 7-5 / 7-1
- Julia Mann –  Maria Väisänen: 7-4 / 7-0 / 7-0
- Joanna Szleszyńska –  Tania Faria: 3-7 / 7-2 / 7-2
- Brenda Beenhakker –  Ekaterina Ananina: 4-7 / 7-1 / 4-7
- Christina Sørensen –  Marina Andrievskaia: 7-4 / 7-3 / 3-7
- Nadieżda Zięba –  Hana Milisová: 7-4 / 7-2 / 7-3
- Tracey Hallam –  Bing Huang: 7-2 / 7-1 / 7-2
- Petra Overzier –  Tatiana Vattier: 7-3 / 7-3 / 6-8
- Elina Väisänen –  Yoana Martínez: 7-4 / 7-3 / 4-7
- Fiona Sneddon –  Simone Prutsch: 7-1 / 3-7 / 2-7
- Kelly Morgan –  Natalia Golovkina: 7-2 / 7-0 / 7-1
- Anu Nieminen –  Sara Jónsdóttir: 7-2 / 7-1 / 7-1
- Maja Pohar –  Agnieszka Jaskuła: 7-4 / 7-0 / 4-7
- Juliane Schenk –  Kathryn Graham: 7-0 / 7-3 / 7-3
- Tine Baun –  Santi Wibowo: 7-2 / 7-0 / 7-2
- Elena Sukhareva –  Petya Nedelcheva: 7-3 / 7-5 / 2-7
- Elin Bergblom –  Anna Nazaryan: 7-4 / 7-0 / 7-0
- Rebecca Pantaney –  Natalja Esipenko: 7-1 / 6-8 / 7-0
- Mia Audina –  Telma Santos: 7-1 / 7-3 / 7-3
- Hana Procházková –  Nərgiz Mehdiyeva: w.o.
- Elodie Eymard –  Monica Halvorsen: w.o.
- Camilla Martin –  Susan Egelstaff: 7-0 / 7-2 / 7-3
- Karina de Wit –  Katja Wengberg: 7-1 / 7-2 / 7-2
- Elena Nozdran –  Anastasia Russkikh: 7-4 / 7-2 / 7-4
- Katja Michalowsky –  Dolores Marco: 8-7 / 7-1 / 4-7
- Yao Jie –  Elena Shimko: 7-3 / 7-3 / 7-2
- Nicole Grether –  Sara Persson: 5-7 / 7-2 / 7-4
- Julia Mann –  Joanna Szleszyńska: 7-0 / 7-2 / 7-4
- Elodie Eymard –  Hana Procházková: 7-4 / 6-8 / 7-4
- Brenda Beenhakker –  Christina Sørensen: 7-8 / 7-2 / 7-3
- Tracey Hallam –  Nadieżda Zięba: 8-6 / 7-2 / 7-3
- Petra Overzier –  Elina Väisänen: 7-1 / 7-4 / 7-0
- Kelly Morgan –  Fiona Sneddon: 7-0 / 7-0 / 7-3
- Anu Nieminen –  Maja Pohar: 7-3 / 7-1 / 8-7
- Juliane Schenk –  Tine Baun: 2-7 / 8-6 / 1-7
- Elena Sukhareva –  Elin Bergblom: 7-0 / 7-1 / 7-2
- Mia Audina –  Rebecca Pantaney: 7-3 / 7-0 / 7-0
- Camilla Martin –  Karina de Wit: 7-1 / 7-2 / 7-1
- Elena Nozdran –  Katja Michalowsky: 5-7 / 7-1 / 7-1
- Yao Jie –  Nicole Grether: 7-2 / 5-7 / 7-1
- Julia Mann –  Elodie Eymard: 7-0 / 7-0 / 7-5
- Brenda Beenhakker –  Tracey Hallam: 7-0 / 7-3 / 8-6
- Kelly Morgan –  Petra Overzier: 7-3 / 7-4 / 7-0
- Anu Nieminen –  Juliane Schenk: 7-4 / 2-7 / 7-2
- Mia Audina –  Elena Sukhareva: 7-2 / 7-1 / 7-1
- Camilla Martin –  Elena Nozdran: 7-2 / 7-2 / 7-0
- Yao Jie –  Julia Mann: 7-2 / 7-1 / 7-1
- Brenda Beenhakker –  Kelly Morgan: 7-2 / 6-8 / 4-7
- Mia Audina –  Anu Nieminen: 7-3 / 7-5 / 7-3
- Yao Jie –  Camilla Martin: 0-7 / 2-7 / 7-0
- Mia Audina –  Brenda Beenhakker: 7-1 / 8-6 / 7-1
- Yao Jie –  Mia Audina: 8-6 / 7-3 / 7-1

## Herrendoppel
- Jordy Halapiry /  Dennis Lens –  Vincent Laigle /  Thomas Quéré: 0-7 / 1-7 / 7-2
- Dmitry Miznikov /  Valeriy Strelcov –  Hugo Rodrigues /  Marco Vasconcelos: 4-7 / 7-5 / 7-3
- Andrey Konakh /  Andrei Malioutin –  Vladislav Tolstopyatov /  Sergey Yakovlev: w.o.
- Manuel Dubrulle /  Bertrand Gallet –  Ceyhun Məmmədəliyev /  Mirzə Orucov: w.o.
- Anthony Clark /  Nathan Robertson –  Daniel Gaspar /  Martin Herout: 7-2 / 7-1 / 7-4
- Matthew Hughes /  Martyn Lewis –  Nicolás Escartín /  Arturo Ruiz: 6-8 / 7-5 / 2-7
- Alexandr Nikolaenko /  Nikolaj Nikolaenko –  Joakim Andersson /  Johan Holm: 8-7 / 8-6 / 7-5
- Harald Koch /  Jürgen Koch –  Jordy Halapiry /  Dennis Lens: 7-2 / 7-2 / 7-4
- Kristof Hopp /  Thomas Tesche –  Alastair Gatt /  Craig Robertson: 7-3 / 7-1 / 7-5
- Lars Paaske /  Jonas Rasmussen –  Vedran Ciganović /  Hayk Misakyan: 7-0 / 7-1 / 7-0
- Tijs Creemers /  Remco Muyris –  Andrey Konakh /  Andrei Malioutin: 7-3 / 7-2 / 7-4
- Stanislav Pukhov  /  Nikolai Sujew –  Aivaras Kvedarauskas /  Kęstutis Navickas: 7-2 / 7-3 / 7-1
- Jochen Cassel /  Joachim Tesche –  Miha Horvat /  Denis Peshehonov: 7-4 / 7-1 / 7-3
- Jens Eriksen /  Martin Lundgaard Hansen –  Russell Hogg /  Graeme Smith: 7-1 / 7-2 / 7-4
- Manuel Dubrulle /  Bertrand Gallet –  Indrek Küüts /  Meelis Maiste: 7-1 / 7-1 / 7-5
- Henrik Andersson /  Fredrik Bergström –  Konstantin Dobrev /  Georgi Petrov: 7-3 / 7-3 / 7-3
- Simon Archer /  Graham Hurrell –  José Antonio Crespo /  Sergio Llopis: 7-0 / 8-6 / 7-4
- Michał Łogosz /  Robert Mateusiak –  Pascal Bircher /  Elias Wieland: 7-4 / 7-5 / 2-7
- Frédéric Mawet /  Wouter Claes –  Petri Hyyryläinen /  Tuomas Karhula: w.o.
- Dmitry Miznikov /  Valeriy Strelcov –  Yulian Hristov /  Luben Panov: w.o.
- Anthony Clark /  Nathan Robertson –  Matthew Hughes /  Martyn Lewis: 7-2 / 7-2 / 7-3
- Alexandr Nikolaenko /  Nikolaj Nikolaenko –  Harald Koch /  Jürgen Koch: 7-1 / 7-4 / 7-4
- Kristof Hopp /  Thomas Tesche –  Frédéric Mawet /  Wouter Claes: 8-7 / 7-3 / 7-0
- Lars Paaske /  Jonas Rasmussen –  Dmitry Miznikov /  Valeriy Strelcov: 7-0 / 7-0 / 7-3
- Stanislav Pukhov  /  Nikolai Sujew –  Tijs Creemers /  Remco Muyris: 5-7 / 7-2 / 7-3
- Jens Eriksen /  Martin Lundgaard Hansen –  Jochen Cassel /  Joachim Tesche: 7-0 / 7-5 / 7-3
- Manuel Dubrulle /  Bertrand Gallet –  Henrik Andersson /  Fredrik Bergström: 1-7 / 2-7 / 8-6
- Michał Łogosz /  Robert Mateusiak –  Simon Archer /  Graham Hurrell: 7-2 / 4-7 / 7-5
- Anthony Clark /  Nathan Robertson –  Alexandr Nikolaenko /  Nikolaj Nikolaenko: 7-8 / 7-2 / 7-0
- Lars Paaske /  Jonas Rasmussen –  Kristof Hopp /  Thomas Tesche: 7-3 / 6-8 / 8-6
- Jens Eriksen /  Martin Lundgaard Hansen –  Stanislav Pukhov  /  Nikolai Sujew: 8-6 / 4-7 / 7-1
- Michał Łogosz /  Robert Mateusiak –  Manuel Dubrulle /  Bertrand Gallet: 7-1 / 7-0 / 7-1
- Anthony Clark /  Nathan Robertson –  Lars Paaske /  Jonas Rasmussen: 7-3 / 1-7 / 7-1
- Jens Eriksen /  Martin Lundgaard Hansen –  Michał Łogosz /  Robert Mateusiak: 7-1 / 8-6 / 7-1
- Jens Eriksen /  Martin Lundgaard Hansen –  Anthony Clark /  Nathan Robertson: 7-4 / 1-7 / 7-3

## Damendoppel
- Gail Emms /  Joanne Goode –  Verena Fastenbauer /  Karina Lengauer: 7-1 / 7-0 / 7-1
- Ekaterina Ananina /  Anastasia Russkikh –  Lina Alfredsson /  Sara Alfredsson: 7-0 / 7-2 / 7-2
- Eva Brožová /  Hana Milisová –  Piret Hamer /  Helen Reino: 7-0 / 7-5 / 6-8
- Rita Yuan Gao /  Sandra Watt –  Katrine Rasmussen /  Katja Ruohonen: 7-2 / 7-1 / 7-4
- Pernille Harder /  Mette Schjoldager –  Natalja Esipenko /  Natalia Golovkina: 7-3 / 7-0 / 7-0
- Irina Ruslyakova /  Marina Yakusheva –  Filipa Lamy /  Telma Santos: 7-0 / 7-1 / 7-1
- Johanna Persson /  Elin Bergblom –  Agnieszka Jaskuła /  Paulina Matusewicz: 8-6 / 7-3 / 7-1
- Gail Emms /  Joanne Goode –  Neli Boteva /  Petya Nedelcheva: 2-7 / 3-7 / 7-0
- Ekaterina Ananina /  Anastasia Russkikh –  Carina Mette /  Juliane Schenk: 7-2 / 8-7 / 8-7
- Kamila Augustyn /  Nadieżda Zięba –  Felicity Gallup /  Joanne Muggeridge: 7-4 / 7-2 / 4-7
- Elodie Eymard /  Tatiana Vattier –  Hana Procházková /  Ivana Vilimkova: 7-1 / 7-4 / 8-7
- Ella Tripp /  Sara Sankey –  Yoana Martínez /  Lucía Tavera: 7-1 / 7-0 / 7-0
- Nina Weckström /  Anu Nieminen –  Diana Dimova /  Maya Dobreva: 7-1 / 7-5 / 7-5
- Judith Baumeyer /  Santi Wibowo –  Maja Pohar /  Maja Tvrdy: 7-4 / 7-2 / 7-3
- Jane F. Bramsen /  Ann-Lou Jørgensen –  Robyn Ashworth /  Kate Ridler: 7-2 / 7-1 / 7-0
- Erika Milikauskaitė /  Neringa Karosaitė –  Robyn Ashworth /  Kate Ridler: w.o.
- Kirsteen McEwan /  Elinor Middlemiss –  Sevinghe Akchundova /  Nərgiz Mehdiyeva: w.o.
- Nicole Grether /  Nicol Pitro –  Eva Brožová /  Hana Milisová: 7-3 / 7-3 / 7-1
- Rita Yuan Gao /  Sandra Watt –  Erika Milikauskaitė /  Neringa Karosaitė: 7-0 / 7-3 / 7-0
- Pernille Harder /  Mette Schjoldager –  Irina Ruslyakova /  Marina Yakusheva: 7-2 / 5-7 / 3-7
- Gail Emms /  Joanne Goode –  Johanna Persson /  Elin Bergblom: 7-1 / 8-6 / 7-3
- Ekaterina Ananina /  Anastasia Russkikh –  Kamila Augustyn /  Nadieżda Zięba: 3-7 / 8-6 / 7-1
- Ella Tripp /  Sara Sankey –  Elodie Eymard /  Tatiana Vattier: 7-5 / 7-0 / 7-5
- Kirsteen McEwan /  Elinor Middlemiss –  Nina Weckström /  Anu Nieminen: 7-5 / 7-1 / 7-2
- Jane F. Bramsen /  Ann-Lou Jørgensen –  Judith Baumeyer /  Santi Wibowo: 7-0 / 7-4 / 7-0
- Nicole Grether /  Nicol Pitro –  Rita Yuan Gao /  Sandra Watt: 2-7 / 8-6 / 7-4
- Pernille Harder /  Mette Schjoldager –  Gail Emms /  Joanne Goode: 7-4 / 7-2 / 7-0
- Ella Tripp /  Sara Sankey –  Ekaterina Ananina /  Anastasia Russkikh: 8-7 / 7-5 / 6-8
- Jane F. Bramsen /  Ann-Lou Jørgensen –  Kirsteen McEwan /  Elinor Middlemiss: 7-1 / 7-2 / 7-2
- Pernille Harder /  Mette Schjoldager –  Nicole Grether /  Nicol Pitro: 7-1 / 3-7 / 7-4
- Jane F. Bramsen /  Ann-Lou Jørgensen –  Ella Tripp /  Sara Sankey: 2-7 / 7-4 / 7-0
- Jane F. Bramsen /  Ann-Lou Jørgensen –  Pernille Harder /  Mette Schjoldager: 7-4 / 7-1 / 7-5

## Mixed
- Robert Blair /  Natalie Munt –  Alexandr Nikolaenko /  Irina Ruslyakova: 3-7 / 7-5 / 6-8
- Graeme Smith /  Elinor Middlemiss –  Hugo Rodrigues /  Tania Faria: 8-6 / 7-3 / 7-5
- Dennis von Dahn /  Lina Alfredsson –  Kęstutis Navickas /  Neringa Karosaitė: 7-0 / 7-0 / 7-3
- Boris Kessov /  Neli Boteva –  Janne Syysjoki /  Maria Väisänen: 4-7 / 7-2 / 7-1
- Dennis Lens /  Johanna Persson –  Nikolai Sujew /  Marina Yakusheva: 7-1 / 7-5 / 7-2
- Jan Fröhlich /  Eva Brožová –  Valeriy Strelcov /  Natalia Golovkina: 7-0 / 7-2 / 7-2
- José Antonio Crespo /  Dolores Marco –  Craig Robertson /  Rita Yuan Gao: 7-2 / 7-2 / 7-0
- Thomas Quéré /  Elodie Eymard –  Kristóf Horváth /  Krisztina Ádám: 7-1 / 7-1 / 7-1
- Harald Koch /  Simone Prutsch –  Georgi Petrov /  Maya Dobreva: 8-6 / 7-2 / 7-0
- Vladislav Druzchenko /  Elena Nozdran –  Andrey Konakh /  Nadieżda Zięba: 7-8 / 7-5 / 7-4
- Jörgen Olsson /  Frida Andreasson –  Tryggvi Nielsen /  Sara Jónsdóttir: 7-3 / 7-4 / 7-0
- Russell Hogg /  Kirsteen McEwan –  Jochen Cassel /  Carina Mette: 7-4 / 7-5 / 8-6
- Anthony Clark /  Sara Sankey –  Pascal Bircher /  Judith Baumeyer: 7-1 / 7-2 / 7-4
- Fernando Silva /  Filipa Lamy –  Heiki Sorge /  Kati Tolmoff: 7-2 / 7-0 / 7-0
- Dmitry Miznikov /  Larisa Griga –  Nicolás Escartín /  Patricia Pérez: 7-5 / 7-4 / 7-4
- Andrej Pohar /  Maja Pohar –  Matthew Hughes /  Robyn Ashworth: 7-5 / 7-3 / 3-7
- Alexandr Russkikh /  Anastasia Russkikh –  Manuel Dubrulle /  Tatiana Vattier: 7-2 / 7-4 / 7-4
- Konstantin Dobrev /  Petya Nedelcheva –  Andrei Malioutin /  Maria Kizil: w.o.
- Martyn Lewis /  Katrine Rasmussen –  Vladislav Tolstopyatov /  Larisa Griga: w.o.
- Simon Archer /  Joanne Goode –  Ceyhun Məmmədəliyev /  Sevinghe Akchundova: w.o.
- Hayk Misakyan /  Anna Nazaryan –  Tuomas Karhula /  Katrine Rasmussen: w.o.
- Daniel Gaspar /  Jitka Lacinová –  Vedran Ciganović /  Monica Halvorsen: w.o.
- Joachim Tesche /  Birgit Overzier –  Jim Ronny Andersen /  Camilla Wright: w.o.
- Jens Eriksen /  Mette Schjoldager –  Elias Wieland /  Fabienne Baumeyer: 7-3 / 7-1 / 7-0
- Konstantin Dobrev /  Petya Nedelcheva –  Robert Blair /  Natalie Munt: 7-4 / 7-4 / 7-2
- Björn Siegemund /  Nicol Pitro –  Martyn Lewis /  Katrine Rasmussen: 7-1 / 7-0 / 7-5
- Graeme Smith /  Elinor Middlemiss –  Dennis von Dahn /  Lina Alfredsson: 1-7 / 6-8 / 7-3
- Jonas Rasmussen /  Jane F. Bramsen –  Boris Kessov /  Neli Boteva: 7-1 / 7-0 / 7-1
- Dennis Lens /  Johanna Persson –  Jan Fröhlich /  Eva Brožová: 7-3 / 7-4 / 7-0
- Chris Bruil /  Lotte Jonathans –  Simon Archer /  Joanne Goode: 7-5 / 8-6 / 1-7
- José Antonio Crespo /  Dolores Marco –  Thomas Quéré /  Elodie Eymard: 7-2 / 7-1 / 7-3
- Vladislav Druzchenko /  Elena Nozdran –  Harald Koch /  Simone Prutsch: 7-1 / 7-1 / 7-0
- Michael Lamp /  Ann-Lou Jørgensen –  Jörgen Olsson /  Frida Andreasson: 7-8 / 5-7 / 7-1
- Russell Hogg /  Kirsteen McEwan –  Hayk Misakyan /  Anna Nazaryan: 7-0 / 7-0 / 7-2
- Nathan Robertson /  Gail Emms –  Daniel Gaspar /  Jitka Lacinová: 7-0 / 7-0 / 7-1
- Anthony Clark /  Sara Sankey –  Fernando Silva /  Filipa Lamy: 7-3 / 7-2 / 7-2
- Fredrik Bergström /  Jenny Karlsson –  Dmitry Miznikov /  Larisa Griga: 7-4 / 7-3 / 7-2
- Andrej Pohar /  Maja Pohar –  Joachim Tesche /  Birgit Overzier: 7-1 / 3-7 / 7-2
- Michael Søgaard /  Rikke Olsen –  Alexandr Russkikh /  Anastasia Russkikh: 6-8 / 7-2 / 7-1
- Björn Siegemund /  Nicol Pitro –  Graeme Smith /  Elinor Middlemiss: 7-3 / 7-4 / 7-0
- Jonas Rasmussen /  Jane F. Bramsen –  Dennis Lens /  Johanna Persson: 7-2 / 7-3 / 7-1
- Chris Bruil /  Lotte Jonathans –  José Antonio Crespo /  Dolores Marco: 7-2 / 7-3 / 8-6
- Michael Lamp /  Ann-Lou Jørgensen –  Vladislav Druzchenko /  Elena Nozdran: 7-0 / 4-7 / 7-4
- Nathan Robertson /  Gail Emms –  Russell Hogg /  Kirsteen McEwan: 7-2 / 7-0 / 7-4
- Fredrik Bergström /  Jenny Karlsson –  Anthony Clark /  Sara Sankey: 7-1 / 7-5 / 7-4
- Michael Søgaard /  Rikke Olsen –  Andrej Pohar /  Maja Pohar: 7-1 / 7-0 / 7-4
- Jens Eriksen /  Mette Schjoldager –  Konstantin Dobrev /  Petya Nedelcheva: w.o.
- Jens Eriksen /  Mette Schjoldager –  Björn Siegemund /  Nicol Pitro: 3-7 / 3-7 / 7-2
- Chris Bruil /  Lotte Jonathans –  Jonas Rasmussen /  Jane F. Bramsen: 7-4 / 8-6 / 8-6
- Nathan Robertson /  Gail Emms –  Michael Lamp /  Ann-Lou Jørgensen: 7-4 / 2-7 / 8-6
- Michael Søgaard /  Rikke Olsen –  Fredrik Bergström /  Jenny Karlsson: 7-5 / 7-1 / 7-1
- Jens Eriksen /  Mette Schjoldager –  Chris Bruil /  Lotte Jonathans: 6-8 / 7-3 / 2-7
- Nathan Robertson /  Gail Emms –  Michael Søgaard /  Rikke Olsen: 6-8 / 7-2 / 7-1
- Jens Eriksen /  Mette Schjoldager –  Nathan Robertson /  Gail Emms: 7-5 / 7-3 / 7-1

## Mannschaften

### Endstand
- 1.  Dänemark
- 2.  England
- 3.  Niederlande
- 4.  Deutschland
- 5.  Schweden
- 6.  Ukraine
- 7.  Russland
- 8.  Finnland
- 9.  Polen
- 10.  Wales
- 11.  Bulgarien
- 12.  Spanien
- 13.  Schottland
- 14.  Frankreich
- 15.  Portugal
- 16.  Tschechien

## Medaillenspiegel
| Pos. | Land        | Gold | Silber | Bronze | Total |
| ---- | ----------- | ---- | ------ | ------ | ----- |
| 1    | Dänemark    | 5    | 2      | 4      | 11    |
| 2    | Niederlande | 1    | 1      | 3      | 5     |
| 3    | England     | 0    | 3      | 1      | 4     |
| 4    | Deutschland | 0    | 0      | 1      | 1     |
| 4    | Polen       | 0    | 0      | 1      | 1     |
| 4    | Schweden    | 0    | 0      | 1      | 1     |